# Georges Poulet
Georges Poulet (* 29. November 1902 in Chênée, Provinz Lüttich; † 31. Dezember 1991 in Brüssel) war ein belgisch-britischer Romanist und Literaturwissenschaftler.

## Leben und Werk
Poulet promovierte 1924 an der Universität Lüttich mit Les Relations entre les personnages dans le roman balzacien. Er war von 1927 bis 1952 Professor für französische Literatur an der University of Edinburgh, von 1952 bis 1957 an der Johns Hopkins University in Baltimore und von 1957 bis 1969 an der Universität Zürich. Er lehrte ab 1968 auch in Nizza. 1970 wurde er in die American Academy of Arts and Sciences und in die Académie royale des Sciences, des Lettres et des Beaux-Arts de Belgique gewählt.
Poulet arbeitete in Tuchfühlung mit der Genfer Schule der Literaturkritik (Marcel Raymond, Albert Béguin, Jean Rousset, Jean Starobinski, Jean-Pierre Richard).
Sein Nachlass befindet sich im Schweizerischen Literaturarchiv in Bern.
Er war der Bruder des Schriftstellers und Literaturkritikers Robert Poulet (1893–1989).

## Publikationen

### Monographien
- Autour d’une femme sous les tropiques [Roman], Paris 1927
- [Pseudonym: Georges Thialet] La Poule aux œufs d'or [Roman], Paris 1927
- Études sur le temps humain, Paris 1949 (englisch: Studies in human time, Baltimore 1956)
- Études sur le temps humain II: La distance intérieure, Paris 1952 (englisch: The Interior distance, Baltimore 1959)
- Les métamorphoses du cercle, 1961 (deutsch: Metamorphosen des Kreises in der Dichtung, Frankfurt 1966)
- L’espace proustien, 1963 (deutsch: Marcel Proust, Zeit und Raum, Frankfurt 1966)
- Études sur le temps humain III: Le point de départ, Paris 1964
- Trois essais de mythologie romantique, Paris 1966
- Études sur le temps humain IV: Mesure de l’instant, Paris 1968
- Benjamin Constant par lui-même, Paris 1968
- Wer war Baudelaire?, Genf 1969
- La conscience critique, Paris 1971
- Entre moi et moi. Essais critiques sur la conscience de soi, Paris 1977
- La poésie éclatée, Paris 1980
- La pensée indéterminée I: De la Renaissance au romantisme, Paris 1985
- La pensée indéterminée II: Du romantisme au début du XXe siècle, Paris 1987
- La pensée indéterminée III: De Bergson à nos jours, Paris 1990

### Briefwechsel
- Marcel Raymond, Georges Poulet: Correspondance 1950–1977. Choix et présentation par Pierre Grotzer, avec une bibliographie des écrits de Georges Poulet. Avant-propos par Henri Gouhier, Paris 1981.
- Georges Poulet, Jean-Pierre Richard: Correspondance 1949–1984. Éditée par Stéphanie Cudré-Mauroux et Marta Sábado Novau. Éditions Slatkine, Genf 2022, ISBN 978-2-05-102922-3.

### Fest- und Gedächtnisschriften
- Mouvements premiers. Etudes critiques offertes à Georges Poulet, Paris 1972
- Hommages à  Poulet (von Richard Macksey, Paul de Man, J. Hillis Miller, George Armstrong Kelly et Jean Starobinski), in: Modern Language Notes 97, 1982, S. V-XI (mit Schriftenverzeichnis S. XI-XII).
- Georges Poulet parmi nous, édité par Stéphanie Cudré-Mauroux et Olivier Pot, Berne 2004

### Würdigungen in deutscher Sprache
- Dietmar Fricke: Poulet. In: Wolf-Dieter Lange (Hrsg.): Französische Literaturkritik der Gegenwart in Einzeldarstellungen (= Kröners Taschenausgabe. Band 445). Kröner, Stuttgart 1975, ISBN 3-520-44501-8, S. 152–165.
- Peter Grotzer: Poulet und das Bewusstsein der Dichter. Versuch einer Einführung. In: Schweizer Monatshefte 47, 1967–68, S. 876–893 (Digitalisat).
- Pierre Grotzer: «Mesure de l’instant». Zu Georges Poulets neuesten Studien über das Zeitbewusstsein. In: Romanische Forschungen, 81, 1969, S. 204–213.
- Doris Jakubec in: Historisches Lexikon der Schweiz s. v.
- Johannes Thomas: Poulet und der Wahrheitsanspruch der Literaturkritik. In: Revue des langues vivantes 39, 1973, S. 520–525.

### Würdigungen in englischer Sprache
- Paul de Man: The literary self as origin. The works of Poulet. In: Paul de Man: Blindness and Insight. Essays in the rhetoric of contemporary Criticism, Oxford 1971, S. 79–101
- J. Hillis Miller: The Literary Criticism of Georges Poulet. In: Modern Language Notes 78, 1963, S. 471–488
- J. Hillis Miller: The Geneva School: The Criticism of Marcel Raymond, Albert Béguin, Georges Poulet, Jean Rousset, Jean-Pierre Richard, and Jean Starobinski. In: The Critical Quarterly  8, 1966, S. 302–321; auch in: John K. Simon (Hrsg.): Modern French Criticisms: From Valéry to Structuralism. Chicago 1972, S. 277–310
- J. Hillis Miller: Geneva or Paris? The Recent Work of Georges Poulet. In: University of Toronto Quarterly 39, 1970, S. 212–228
- Pauline Yu: Poulet and the Symbolist tradition. In: Criticism 16, 1974, S. 39–57

### Würdigungen in französischer Sprache
- Albert Henry: Poulet (1902–1991). Eloge. In: Bulletin de l’Académie Royale de langue et littérature française 1992, S. 249–261
- Paul de Man: Vérité et méthode dans l’oeuvre de Poulet. In: Critique 25, 1969, S. 608–623
- J. Hillis Miller: La critique de Poulet. In: Mercure 353, 1965, S. 652–673
- Jean Starobinski: Portrait de Poulet (1902–1991). In: Revue des sciences morales et politiques 147, 1992, S. 169–174